# Seidenfia
Seidenfia é um género botânico pertencente à família das orquídeas (Orchidaceae).